# Gastrosaccus namibensis
Gastrosaccus namibensis is een aasgarnalensoort uit de familie van de Mysidae. De wetenschappelijke naam van de soort is voor het eerst geldig gepubliceerd in 1987 door Wooldridge & McLachlan.